# Mąkoszyce (gromada w powiecie brzeskim)
Mąkoszyce – dawna gromada, czyli najmniejsza jednostka podziału terytorialnego Polskiej Rzeczypospolitej Ludowej w latach 1954–1972.
Gromady, z gromadzkimi radami narodowymi (GRN) jako organami władzy najniższego stopnia na wsi, funkcjonowały od reformy reorganizującej administrację wiejską przeprowadzonej jesienią 1954 do momentu ich zniesienia z dniem 1 stycznia 1973, tym samym wypierając organizację gminną w latach 1954–1972.
Gromadę Mąkoszyce z siedzibą GRN w Mąkoszycach utworzono – jako jedną z 8759 gromad na obszarze Polski – w powiecie brzeskim w woj. opolskim, na mocy uchwały nr VII/18/54 WRN w Opolu z dnia 4 października 1954. W skład jednostki weszły obszary dotychczasowych gromad Mąkoszyce, Tarnowice, Roszkowice, Rogalice i Nowy Świat ze zniesionej gminy Mąkoszyce w tymże powiecie i województwie oraz obszar dotychczasowej gromady Borucice ze zniesionej gminy Miłocice w powiecie oleśnickim w woj. wrocławskim. Dla gromady ustalono 23 członków gromadzkiej rady narodowej.
31 grudnia 1959 do gromady Mąkoszyce włączono wieś Raciszów ze zniesionej gromady Minkowskie w powiecie namysłowskim w tymże województwie.
Gromada przetrwała do końca 1972 roku, czyli do kolejnej reformy gminnej.